# Rally (singolo)
Rally è un singolo dei rapper argentini H Roto, Duki e Garzi, pubblicato il 1º marzo 2019.

## Tracce
1. Rally – 2:27